# Hopane
L'hopane est un hydrocarbure de formule brute C30H52. Il s'agit d'un triterpène pentacyclique donnant son nom à la famille des hopanoïdes, composés organiques présents dans les membranes de nombreuses bactéries, où ils jouent un rôle structurel comparable à celui du cholestérol dans les membranes des eucaryotes.